# Людовика Баварская
Мария Людовика Вильгельмина (нем. Maria Ludovika Wilhelmine Prinzessin von Bayern; 30 августа 1808, Мюнхен — 26 января 1892, Мюнхен) — принцесса Баварская.

## Биография
Младшая дочь короля Баварии Максимилиана I и его второй жены Каролины Баденской. Людовика родилась в Мюнхене и большую часть жизни провела в имении мужа Поссенхофен. Её родными сёстрами были близняшки Елизавета Людовика и Амалия Августа, София и Мария Анна.
9 сентября 1828 года в Тегернзе Людовика вышла замуж за баварского герцога Максимилиана (1808—1888) из династических соображений. Муж мало уделял ей времени, считая, что она нужна лишь для того, чтобы рожать детей и заниматься хозяйством. Людовика чувствовала себя ущемлённой свадьбой с человеком ниже её рангом, так как её сестры вышли замуж за наследных принцев.

## Дети
Людовика родила восьмерых детей:
- Людвиг Вильгельм (1831—1920), в 1859 году морганатически женился на Генриетте Мендель и отказался от своих прав;
- Елена Каролина Тереза (1834—1890), в 1858 году вышла замуж за Максимилиана Турн-и-Таксиса; дома её называли «Нене».
- Елизавета Амалия Евгения (Сисси) (1837—1898), в 1854 году вышла замуж за императора Австрии Франца Иосифа I;
- Карл Теодор (1839—1909), в 1865 году женился на Софии Саксонской, вдовцом женился в 1874 на инфанте Марии Жозефине Португальской;
- Мария София (1841—1925), в 1859 году вышла замуж за Франциска II, короля Обеих Сицилий;
- Матильда Людовика (1843—1925), в 1862 году вышла замуж за Луиджи Бурбон-Сицилийского, графа де Трани; дома её называли «Воробышек»
- София Шарлотта Августа (1847—1897), в 1868 году вышла замуж за герцога Фердинанда Алансонского;
- Максимилиан Эмануэль (1849—1893), в 1875 году женился на Амалии Саксен-Кобург-Готской.

Людовика была очень заботливой и преданной матерью, любившей и ценившей своих детей. Дети обожали свою мать, и называли её «Мими». Людовика была самым важным человеком в жизни своих детей, стараясь сделать для них всё самое лучшее, и дать всё, что возможно. Она сохранила хорошие отношения со своими детьми до самой смерти.